# Lenham (Regno Unito)
Lenham è un villaggio e parrocchia civile dell'Inghilterra, appartenente alla contea del Kent.